# Like Gods of the Sun
Like Gods of the Sun (рус. Словно боги солнца) — четвёртый студийный альбом британской дум-метал группы My Dying Bride, выпущенный 7 октября 1996 года на лейбле Peaceville Records. Это последний релиз, в записи которого участвовали Рик Миа (барабаны) и Мартин Пауэлл (клавишные/скрипка): оба покинут состав группы в 1997 году.
В октябре 2011 года альбом был награждён золотой сертификацией Ассоциацией независимых музыкальных компаний (IMPALA), который показал продажи не менее 75000 копий релиза по всей Европе.

## Об альбоме
В 1996 году группа выпустила видеоклип «For You» на лейбле Music for Nations. В видео был показана новая одноимённая песня, которая должна была стать рекламой их предстоящего альбома. В октябре 1996 года My Dying Bride выпустили свой четвертый студийный альбом Like Gods of the Sun, который в музыкальном плане своим чистым звучанием продвинулся ещё дальше в сторону дум-метала. Темп самой музыки был быстрее, чем на предыдущих релизах, которые, по словам гитариста Кельвина Робертшоу, появились после того, как они побывали в туре с группой Iron Maiden и посмотрели, как они выступали. Несмотря на это, релиз был принят не так хорошо, как предыдущие. На сайте AllMusic называли альбом слабым и одним из худших релизов группы.

## Музыка и тексты песен
По сравнению с предыдущим альбомом группы The Angel and the Dark River звучание данного альбома стало более качественным и тяжёлым. Музыка стала более прямолинейной, гитары стали играть ведущую роль. Также изменения коснулись и продолжительности звучания композиций — они стали короче. На альбоме отсутствует гроулинг, все композиции исполнены «чистым» вокалом.
В текстах песен нет какой-то определённой концепции, хотя многие песни альбома повествуют о любви, радости и страсти. Так текст композиции «Like Gods of the Sun» посвящён молодой паре, которая клянётся в вечной и нерушимой любви. В песне «For My Fallen Angel» есть отрывок из стихотворения английского поэта и драматурга Уильяма Шекспира «Венера и Адонис».

## Выпуск
В японском и ограниченном диджипак-изданиях альбома представлен бонусный ремикс «It Will Come (Nightmare Mix)». Этот трек позже был включён в переиздание альбома 2003 года вместе с дополнительным ремиксом песни «Grace Unhearing», получившим название «Portishell Mix». Песня была названа так, поскольку Стейнторп в то время был большим поклонником британской группы Portishead. Позже группа исполнит кавер-версию песни «Roads» этой группы для юбилейного сборника Peaceville Records Peaceville X. Обложка была разработана продюсером альбома Энди Грином.

## Список композиций
Все тексты написаны Аароном Стейнторпом, вся музыка написана участниками группы My Dying Bride.
| №                   | Название               | Перевод                 | Длительность |
| ------------------- | ---------------------- | ----------------------- | ------------ |
| 1.                  | «Like Gods of the Sun» | Словно боги солнца      | 5:41         |
| 2.                  | «The Dark Caress»      | Тёмные ласки            | 5:58         |
| 3.                  | «Grace Unhearing»      | Неслыханное изящество   | 7:19         |
| 4.                  | «A Kiss to Remember»   | Поцелуй на память       | 7:31         |
| 5.                  | «All Swept Away»       | Всё уничтожено          | 4:17         |
| 6.                  | «For You»              | Ради тебя               | 6:37         |
| 7.                  | «It Will Come»         | Это случится            | 4:29         |
| 8.                  | «Here in the Throat»   | Здесь, в глотке         | 6:21         |
| 9.                  | «For My Fallen Angel»  | За моего павшего ангела | 5:56         |
| Общая длительность: | Общая длительность:    | Общая длительность:     | 54:14        |

| №                   | Название                       | Перевод             | Длительность |
| ------------------- | ------------------------------ | ------------------- | ------------ |
| 10.                 | «It Will Come» (Nightmare Mix) | Это случится        | 5:37         |
| Общая длительность: | Общая длительность:            | Общая длительность: | 59:51        |

## Участники записи
My Dying Bride
- Аарон Стейнторп — вокал
- Эндрю Крэйган — гитара
- Кэлвин Робертшоу — гитара
- Эдриан «Эд» Джексон — бас-гитара
- Мартин Пауэлл — скрипка, клавишные
- Ричард «Рик» Миа — барабаны